# Sportovní marketing
Sportovní marketing je oblastí klasického marketingu, která se zaměřuje na propagaci sportovních týmů, sportovních událostí, ale také produktů a mnoha dalších věcí týkající se sportu jako takového.
V oblasti sportu se tělovýchovné jednoty a sportovní kluby snaží prostřednictvím sponzoringu získat potřebné množství finančních prostředků pro realizaci své činnosti. V dnešní době stále větší příčinou se stávají propagační a ekonomické důvody, zejména pak na úrovni vrcholového sportu. Sportovní sponzoring může mít podobu sponzorování jednotlivých sportovců, sportovních klubů či sportovních akcí.

## Historie sportovního marketingu
Od počátku sedmdesátých let získává marketing ve formě sponzoringu i ve sportu své místo. V západní Evropě tomu napomohlo vytvoření první německé fotbalové Bundesligy v roce 1962. Reklama na dresech zde začala v roce 1973, kdy je fotbalový klub Eintracht Braunschweig ozdobil nápisem Jägermeister. Reklama neměla příznivý ohlas a postoj sportovní asociace k reklamě na lidech byl nekompromisní: „Reklama na lidech je nemorální a sportovně neetická, živé reklamní sloupy škodí pohledu na sport a jeho společensko-politické pozici, svádí ke korupci a úplatkům“ (Stiftung Deutsche Sporthilfe, 1974). O řadu lat později AC Sparta Praha inkasovala za logo Eurotelu na prsou za období 1999–2003 1 mil. € /rok, = 32 mil. Kč, následná smlouva zajišťovala dalších 1,4 mil. € tj. 45 mil. Kč za rok 2004. Nárůst volného času ve společnosti a stoupající uvědomění si významu sportu reklamu silně podpořilo.

## Sponzoring
Velkou otázkou současného sportu je, zda vyhrávají sportovci, diváci, média nebo sponzoři. V dnešní době se stále více rozmáhá přesun finančních prostředků z oblasti reklamy na jiné méně tradiční komunikační prostředky. Televizní přenosy různých utkání a jiných sportovních klání mohou sledovat diváci po celém světě. Právě touto cestou vidí loga společností, umístěna na dresech sportovců nebo na sportovištích. Díky médiím v poslední době vzrostl sponzoring a investice do sportu ze strany obchodních společností.
Čistě z právního hlediska se ve sponzorské smlouvě obě strany zavazují k jejímu plnění. Lze ji považovat za směnnou smlouvu, na základě které stojí na jedné straně sponzor – ten, kdo investuje, a na straně druhé příjemce – ten, který za tyto prostředky odvádí přesně specifikovanou práci. Vždy jde o hodnotu za protihodnotu a tímto se liší od darovací smlouvy mecenáše či donátora, kde nejde o tržní vztah směny, ale o dar. Skutečnost může být někdy složitější, pokud sponzor nepožaduje žádnou nebo jen malou reklamu. Dnes je nejčastějším projevem sponzoringové komunikace financování sportovních, kulturních a sociálních aktivit. 
Sportovní organizace by měla jasně vědět, co od získání sponzora očekává a finanční či jiné prostředky, které organizace obdrží, by měly mít daný účel na nějž budou spotřebovány. Může jít o pokrytí realizace celé nebo jen části akce, nájem sálu či jiných prostor, pořízení sportovního vybavení, pokrytí cestovních nákladů, přípravu a tisk publikace a pokrytí nákladů spojených s propagací. Naproti tomu klub nebo sportovec jako protihodnotu může nabídnout reklamní plochy, uvádění sponzora na svých webových stránkách, pohárech i při vyhlašování sportovních výsledků, nošení nášivek na dresech, volné vstupenky apod.
Ještě v roce 1986 se mluvilo o sportovní reklamě, než se prosadil anglosaský termín sponzoring. Sám sportovní marketing se stal často synonymem pro sponzorování sportu, jde ale pouze o špatné komunikativní použití na úrovni sportu. Sponzorské angažmá je v některých oblastech zajímavé až tehdy, když jsou k dispozici určité mediální prostředky k prezentaci „společné práce“. Jaký vztah má nějaký produkt nebo podnikání ke sponzorované sportovní události, může být vyjádřeno stupněm sportovní blízkosti:

### Produkty 1. stupně
Sportovní zboží, které je bezprostředně používáno, spotřebováváno nebo nasazováno při sportovním výkonu. Především sem patří firmy Adidas, Dunlop, Atomic atd., které vyrábějí sportovní zboží, jako jsou trička, boty, tenisové míčky nebo lyže pro různé druhy sportů.

### Produkty 2. stupně
Sportu blízké zboží, které není pro sportovní výkon bezprostředně nutné, ale přesto je používáno. Do této kategorie patří tréninkové přístroje, sportovní tašky, speciální sportovní výživa, ale také určité prostředky pro tělesnou péči nebo iontové nápoje. Jsou používány nebo konzumovány při tréninku, před nebo po závodech nebo v pauzách mezi závody.

### Produkty 3. stupně
Sportovně vzdálené zboží, které má jen nepřímý vztah ke sportu. Chybějící spojení se sportem je nahrazováno společnými image-komponenty. Jde např. o vztah automobilky BMW k exkluzivním golfovým turnajům.

### Produkty 4. stupně
Sportovně cizí zboží, které nemá ani bezprostřední ani nepřímý vztah ke sportu. Otázkou je, zdali se dá rozpoznat hodnověrné spojení se sponzorovaným. Přesto se při sponzorování objevuje čím dál tím více produktů, které nemají se sportem nic společného. Jsou to např. reklamy firmy Bauhaus, různých investičních fondů atd. na mantinelech či ochozech sportovních stadionů.

## Sponzoring jako nástroj reklamy ve sportu
Sportovní marketing je pojem sjednocující reklamu, public relations a sportovní události. Reklama jako jedna ze součástí reklamní politiky podnikání je informativního nebo sugestivního druhu. Informativní reklama může pozitivně ovlivňovat image značky nebo také zvýšit známost značky. Sugestivní reklama staví na emocích, stupňuje sympatie, aktualizuje a zesiluje aspekty jako mládí, dynamiku a sílu. Samotnou informační funkci nemůže převzít jen sportovní reklama.
Tři klasické formy komunikativní politiky jsou reklama, podpora prodeje a public relations.

### Reklama
Nezbytnou součástí marketingu ve sportovní sféře a v oblasti tělesné výchovy je sportovní reklama, která se velice dynamicky rozvíjí. Pod pojmem sportovní reklama se skrývají tři typy reklamního sdělení:
1. reklama umisťovaná na sportovním nářadí, náčiní, ve sportovním prostředí,
2. reklama obecná, využívající pro propagaci osobnost sportovce (např. David Beckham propagující Pepsi Colu),
3. reklama na sportovním zboží klasického charakteru (lyže, sportovní akce, sportovní oblečení nebo sportovní výživa).

Samotný obchod se sportem je relativně mladý a tak doposud nejsou ještě některé pojmy zcela objasněny a ohraničeny. Neustále se objevují nové formy a konec těchto trendů je prozatím v nedohlednu. Tradiční pojmy jako sponzoring, merchandising a licence se musí s novými ziskuschopnými zdroji příjmů, jako jsou televizní práva, internet, ale i chod burzy, udržet a stejně tak se i nadále rozvíjet.

### Podpora prodeje
Podpora prodeje má za úkol synchronizovat nabídku s poptávkou a krátkodobě stimulovat poptávku po zboží. Akční nabídka pro spotřebitele, popř. obchod by byla:
- vypsání ceny orientované na spotřebitele pod záštitou podporovaného sportovce
- soutěže pro spotřebitele s pozváním na sponzorovanou akci (utkání – mistrovské, pohárové apod.) pro vítěze
- soutěže s možností výhry sportovní aktivity nebo tréninku společně s mužstvem
- VIP vstupenky na sponzorovanou sportovní akci (např. s přístupem do zákulisí, na raut)
- autogramiáda předních sportovců v místě prodeje

### Public relations
Moderní řízení považuje za důležité nejen znát veřejné mínění, ale i ovlivňovat je cestou vztahů s veřejností. Právě zde se aktualizuje zmíněná zásada, že je snadnější dosahovat vybrané cíle s podporou veřejnosti, než pokud čelíme veřejné opozici nebo nezájmu. V tomto marketingově důležitém principu jde o vytváření dobré pověsti, pochopení, vnímání, důvěryhodnosti a souladu.
Příklady pro public relations:
- představení sponzoringu na tiskových konferencích, ve sdělovacích prostředcích, v klubovém časopise
- pozvání vlivných nebo známých osob z obce nebo regionu vytvářejících veřejné mínění na sponzorovanou sportovní akci s odpovídající péčí a pohoštěním
- tiskový servis v rámci velké sportovní akce s péčí a ochotou poskytnutí informací tisku o právě probíhajícím sportu, zajištění sportovců pro interview

Nápadná inscenace názvu značky zvyšuje její aktuálnost. Přestože je většinou výměna informací v klasickém sponzoringu omezena nedostatkem prostoru, s úspěchem se používá tradiční reklama na panelech kolem hřiště. Během hry je eliminován negativní postoj k reklamě a potenciální cílová skupina může být takto oslovena.

## Sponzoring sportovních klubů
Uvedená forma sponzorování dnes hojně přešla také do výkonnostního sportu i do sportu pro všechny, a přináší nejširší možnosti z hlediska činností, které lze sponzorovi nabídnout. V první řadě jsou to produkty, které vznikají vlastním provozováním sportu: nabídky různých tělovýchovných služeb, sportovních akcí např. mistrovské soutěže, zvláštních akcí např. soustředění. Dále jsou to pak nabídky, které se nevztahují přímo ke sportu: ubytovací služby, provoz cestovní kanceláře, opatření na podporu prodeje např. autogramiády. Jako ilustrace těmto úvahám je uveden příklad nabídky sponzorovi z hlediska fotbalového klubu, který lze pochopitelně dále a šíře aplikovat i se zřetelem k podmínkám jiných sportovních odvětví. Jde zejména o reklamy
- na informační tabuli u vchodu do klubu (umístění, loga sponzora, reklama na protivětrných zábranách, v klubovém časopise, propozicích soutěže, turnaje aj.)
- členství v klubu – nabídka určitého počtu členských míst pro sponzora
- zvláštní akce – tréninkový tábor s podnikateli, semináře o fotbale pro veřejnost (fan-club)
- využití image českého fotbalu v mezinárodním měřítku

Dobrá image se přenáší i na sponzora. Stejně jako jednotliví sportovci, tak i kluby a týmy ji využívají k získávání sponzorů. Jejich image závisí v první řadě na jejich kolektivní soudržnosti a ucelenosti, protože na veřejnosti se prezentují jako uzavřené jednotky. Najdou-li se však v týmu jednotliví sportovci, kteří převyšují ostatní, pak je zde nebezpečí, že image bude tvořena jen těmito dominantními osobnostmi. Nevhodné chování vedoucích hráčů se může velice rychle přenést na celý tým, který tak přichází o sponzora. V této souvislosti je možné pro potřeby sportovních klubů uvést některé rámcové náměty pro vyhledávání sponzorů:
- trvale sledovat inzertní část novin a časopisů, kde jsou údaje o podnicích, dlouhodobě provádějících takovou reklamu, která by se mohla zdát pro sponzorskou nabídku zajímavá
- využití seznamu podnikatelských aktivit a branží v daném regionu
- zhodnotit stávající sponzorská spojení především z hlediska hlavních sponzorů
- hledat sponzory v rodinných příslušnících a známých členů sportovního klubu
- orientovat se na sponzory pro svůj sportovní klub i při společenských událostech, jak místního rázu, tak širšího společenského významu např. setkání s VIP[9]

## Sponzoring sportovních událostí

### Příklad sponzorigu sportovních událostí
Společnost Škoda Auto a. s., která je již od roku 1993 hlavním sponzorem MS v ledním hokeji IIHF. Účast automobilky Škoda Auto je tak nejdelším účinkováním v pozici hlavního sponzora v celé historii sportovního mistrovství. Kromě toho, že vozy společnosti Škoda Auto vozí mezi místy dění pořadatele a významné hosty, využívá společnost k propagaci své logo přímo v dění na zimním stadionu. Předseda představenstva společnosti Škoda Auto prof. Dr. h.c. Winfried Vahland prezentuje pak značku firmy oficiálními výstupy v televizních záběrech jako hlavní partner šampionátu. Těmito kroky společnost cílí na přibližně půlmilion aktivních diváků, kteří navštěvují mistrovské utkání v hokejové aréně a dalších 900 milionů televizních diváků. Aplikaci „2013 IIHF WM App powered by ŠKODA“ si stáhlo během mistrovství na 280 000 uživatelů.

### Televizní reklama během vysílání sportovních akcí
Dalším příkladem sportovního marketingu je koncept, kterým společnost propaguje sebe nebo své produkty či služby v rámci reklamy během vysílání sportovních akcí. Do této kategorie spadá například známá reklama společnosti Gillete, která prostřednictvím známých sportovních osobností (Tiger Woods, Roger Federer a Thierry Henry) propaguje svůj produkt. Tyto osobnosti se stali tváří největší kampaně v celé historii firmy Gillette. Společnost se tak snaží navodit pocit, že úspěšní lidé využívají jejich produkty a prostřednictvím této marketingové strategii, která mimochodem vůbec nesouvisí se sportem, a osobností jednotlivých sportů oslovit své cílové zákazníky.